# Tina Krause
Pour les articles homonymes, voir Krause.
Tina Krause est une actrice et productrice américaine née le 29 juillet 1970 à Queens en New York.

Elle se produit aussi sous le nom de Mia Copia.

## Filmographie

### Cinéma
- 1995 : Animal Room
- 1995 : Shriek of the Lycanthrope
- 1997 : Bloodletting
- 1998 : The Hypnotic Murders
- 1998 : Psycho Sisters
- 1998 : In the Hood
- 1998 : Dungeon of Death 2
- 1998 : Vampire's Seduction
- 1998 : Evil Streets
- 1999 : Sixteen Tongues
- 2001 : Strawberry Estates
- 2002 : Body shop
- 2009 : Survive!
- 2010 : She Wolf Rising
- 2010 : Salvation by Blood
- 2010 : Heaven and Hell
- 2014 : Upsidedown Cross
- 2014 : Trouble with Women
- 2014 : The Genesis Project
- 2015 : Vault of Terror II: The Undead
- 2016 : Hunters
- 2017 : Scars of a Predator
- 2017 : Claw
- 2018 : Camp Hideaway Massacre
- 2021 : Bloody Nun 2: The Curse
- 2023 : Bloody Nun: Last Rites
- 2024 : Side Effects May Vary
- 2024 : Coven of the Black Cube
- 2024 : Silent Night, Bloody Night 3: Descent

### Vidéofilm
- 1994 : Sorority Slaughter
- 1994 : Rana, Queen of the Amazon
- 1994 : Rana and the Vengeance of Ilsa von Todd
- 1994 : Hung Jury
- 1995 : Zombie Holocaust
- 1995 : Trapped 3
- 1995 : Fatal Delusion
- 1995 : Betrayed
- 1996 : Virgin Sacrifices
- 1996 : Strangled!
- 1996 : Strangled 2
- 1996 : Sorority Slaughter 2
- 1996 : Slaughtered Socialites
- 1996 : Legal Entrapment
- 1996 : Danger in Blue
- 1997 : Psycho Charlie Returns Part 1
- 1997 : Curse of the Swamp Creature 2
- 1998 : Play Dead
- 1998 : Duct Tape Killer
- 1998 : Dead Students Society
- 1998 : Infamous Bondage Murders
- 1999 : Titanic 2000
- 1999 : Snuff Perversions: Bizarre Cases of Death
- 1999 : Quicksand at Deadman's Creek
- 1999 : Eaten Alive: A Tasteful Revenge
- 1999 : Crimson Nights
- 1999 : Cannibal Doctor
- 2000 : Peeping in a Girl's Dormitory
- 2000 : Misty Mundae's Secret
- 2000 : Dinner for Two
- 2000 : Danger in Blue 2
- 2000 : International Necktie Strangler
- 2001 : The Gosh Darned Mortgage
- 2001 : Shoot the Girls
- 2001 : Blood for the Muse
- 2001 : Hayride Slaughter
- 2001 : Witchouse 3: Demon Fire
- 2002 : The Vegas Showgirl Strangler
- 2002 : Serial Killer
- 2002 : Revenge of the Necktie Strangler
- 2002 : Quest for the Egg Salad
- 2002 : An Erotic Vampire in Paris
- 2003 : Clowns and Suicide
- 2003 : Nikos
- 2003 : Machines of Love and Hate
- 2003 : Vampire Vixens
- 2003 : Zombiegeddon (en)
- 2004 : Bent
- 2004 : Silver Mummy
- 2004 : Dr. Horror's Erotic House of Idiots
- 2004 : And Then They Were Dead...
- 2005 : Bikini Girls on Dinosaur Planet
- 2005 : The Drunken Dead Guy
- 2005 : Penny Dreadful
- 2006 : The Thirsting
- 2007 : Day of the Ax
- 2007 : Cross the Line
- 2007 : Blood Oath
- 2008 : The Recovered
- 2008 : Blood and Sex Nightmare
- 2008 : Catching the Fever
- 2009 : Pork Pork in Space
- 2009 : Gone with the Wieners